# Karczów (województwo łódzkie)
Karczów – wieś w Polsce położona w województwie łódzkim, w powiecie radomszczańskim, w gminie Wielgomłyny.
W latach 1975–1998 miejscowość administracyjnie należała do województwa piotrkowskiego.
W okolicach miejscowości przepływa Struga, dopływ Pilicy.
W nocy z 3 na 4 września 1939 wkraczający do wsi żołnierze Wehrmachtu zamordowali 4 mieszkańców.